# Rezerwat przyrody Muszkowicki Las Bukowy
Rezerwat przyrody „Muszkowicki Las Bukowy” – leśny rezerwat przyrody w południowo-zachodniej Polsce, na Wzgórzach Niemczańsko-Strzelińskich, na Przedgórzu Sudeckim, w woj. dolnośląskim.
Rezerwat położony jest w południowej części Wzgórz Niemczańskich, w gminie Ciepłowody, około 10 km na zachód od miejscowości Henryków. W całości znajduje się w obszarze Natura 2000 Muszkowicki Las Bukowy PLH020068 SOO i Obszarze Chronionego Krajobrazu Wzgórza Niemczańsko-Strzelińskie.
Rezerwat został utworzony zarządzeniem Ministra Leśnictwa i Przemysłu Drzewnego z dnia 30 grudnia 1966 roku (M.P. z 1967 r. nr 7, poz. 36). Jest to rezerwat o powierzchni 16,43 ha, utworzony dla ochrony rzadkich gatunków roślin oraz naturalnych zbiorowisk roślinnych. Rezerwat utworzono głównie dla zachowania i ochrony naturalnego lasu bukowego i fragmentów przystrumykowych łęgów.
Częściowy, leśny, rezerwat przyrody „Muszkowicki Las Bukowy” (dawniej zwany „Bugaj”) należy do obszaru chronionego w Polsce. Utworzony został na południowym zboczu zalesionego wzniesienia Bucznik nad Zamecznym potokiem w celu zachowania fragmentu lasu bukowego o cechach zespołu naturalnego i grądu dębowo-grabowego oraz łęgowego z bogatą florą runa leśnego. Rezerwat obejmuje fragment ocalałego pierwotnego lasu bukowego, porastającego niegdyś Sudety i Przedgórze Sudeckie. Ochroną objęto las porastający stoki jaru wraz z potokiem, w którym żyją pstrągi. Obszar ten łączy występowanie gatunków górskich i nizinnych. Oprócz buków występują tu dęby bezszypułkowe, jawory, świerki, jesiony, wiązy górskie i lipy drobnolistne. Również bogate są niższe partie lasu. Wśród 20 gatunków drzew i 80 gatunków roślin zielonych można spotkać tak rzadkie, jak: skrzyp olbrzymi, gajowiec żółty, marzanka wonna, groszek wiosenny, jaskier kosmaty, czworolist pospolity, wilczomlecz kątowy, kokoryczka wielokwiatowa, czerniec gronkowy, konwalia, dąbrówka rozłogowa, bniec czerwony, przetacznik górski, izgrzyca przyziemna, zerwa kłosowa, tojeść rozesłana, kościenica wodna i inne. Występują tu także licznie storczykowate (kruszczyk szerokolistny, kruszczyk siny, podkolan biały, listera jajowata i kukułka Fuchsa). Rezerwat charakteryzuje występowanie jednej z największych w regionie populacji śnieżycy wiosennej i obrazków alpejskich. Na niewielkim obszarowo terenie rezerwatu występuje znaczne zróżnicowanie gatunkowe, które wynika z obszaru bytowania na górze oraz na dnie jaru. W rezerwacie chroniony jest najcenniejszy stu kilkudziesięcioletni starodrzew rosnący w głębokiej dolinie Zamecznego Potoku.
Stary drzewostan sprzyja gnieżdżeniu się licznych rzadkich ptaków. Występuje tu bogata fauna bezkręgowców, niektóre są bardzo rzadkie w Polsce, np. ślimak karpacki, który osiąga tu swój północny zasięg oraz ślimak obrzeżony gatunek, który jest skrajnie zagrożony wyginięciem.
W bukowym lesie niedaleko rezerwatu znajdują się kurhanowe cmentarzyska kultury łużyckiej składające się z 29 kurhanów i stanowiące zabytek archeologiczny.

## Turystyka
Przez rezerwat przechodzi szlak turystyczny:
 Ząbkowice Śląskie - Bobolice - Cierniowa Kopa - Zameczny Potok - Muszkowicki Las Bukowy - Muszkowice - Henryków - Raczyce - Witostowice - Nowolesie - Nowoleska Kopa - Kalinka - Nowina - Dzierzkowa - Siemisławice - Przeworno – Krzywina – Garnczarek – Skrzyżowanie pod Dębem – Biały Kościół